# Курганска хипотеза
Курганска хипотеза (курган, гробна хумка или тумул) је хипотеза коју је 1956. године представила Марија Гимбутас, у којој је комбинујући археологију и лингвистику, одредила народе који су говорили праиндоевропски језик и те културе је назвала курганским, по руској речи курган (тумул).
Ова хипотеза је значајно утицала на проучавање Индоевропљана, тако да се назив прихвата да би се одредио рани праиндоевропски ентитет који је постајао у степама југоисточне Европе у периоду од 5. миленијума п. н. е. до 3 миленијума п. н. е.
Такође, ово је иновативни покушај да се научно објасни првобитно порекло Европљана (Праиндоевропљана), а тако и читаве западне културе коју познајемо. Према ранијем схватању, сви народи на тлу Европе потичу од ратничких, номадских племена, а занемарује се утицај старијих, урођеничких мањинских култура. Према Гимбутасовој теорији на настанак касније Европске културе утицао је спој староседелачке и ширеће источне културе, те је на тлу Европе настала хибридна култура.

## Опис
Према овој данас све прихваћенијој тези староседелачку, неолитску-енеолитску културу која је у праисторији цветала на тлу Европе, око 3500 г. пре наше ере заменила је мобилна, номадска, ратничка култура са истока. Експанзију народа са истока омогућила је доместификација коња. Има доказа да староседеоци Европе нису користили коње, да су дуго боравили на истом, најпогоднијем месту, у релативном миру, без потребе за одбрамбеним системима, бедемима и палисадима. Међутим, утицај источних номада — које Гимбутас назива народом кургана — је постепено био све јачи, и с лакоћом су потиснули миран и на ратовање неприпремљен домородачки народ Европе.
Народи који се могу идентификовати као кургански су припадали култури познатој као Јамна култура или "Култура у јаме укопаног гроба", чија прадомовина се налази у долини Волге и у Севернопонтским степама. Ова култура, која сама по себи представља разноврстан културни хоризонт, имала је комплексно ширење у региону степа Црног и Каспијског мора, између половине IV миленијума и III миленијума п. н. е.

## Датирање периода ширења
Гимбутас дефинише продор ове културе са четири узастопна периода:
1. рани "Курган I" период продора народа Сероглазово и Самара културе у доба енеолита (рани 4. миленијум п. н. е.) из подручја између река Дњепар и Волга. Представници ових номадско-пасторалних култура су најпре почели да се шире на почетку 3. миленијума пре нове ере на северним обалама Црног мора и по степама око Каспијског, а одатле захватали и исток Европе.[6]
2. "Курган II" период продора источних народа у источну Европу одиграо се око 700 година након првог, у другој половини IV миленијума пре нове ере. Укључује Средњи Стог и Мајкоп културе из северног Кавказа. Одликује се каменим круговима који су украшени примитивним стелама са антропоморфном представом божанстава.
3. "Курган III" или култура "јамних гробова" у првој половини III миленијума п. н. е., која је стизала преко степа уралског региона чак до Панонске низије.
4. током "Курган III" и "Курган IV" периода ова култура се постепено ширила простором Севернопонтских и Каспијских степа, и може се идентификовати са Јамна културом (или културом гробова украшених окером) из периода око 3000 година пре наше ере. Током ових продора од трећег миленијума п. н. е. није потпуно уништена староседелачка култура, пошто западна Европа и балтичке обале нису биле дотакнуте. Марија Гимбутас је употребила концепт "курганизација" у односу на културе које је овај продор номада затекао. Мелори (J. P. Mallory, (1986). стр. 308) је истакао да већ од половине петог миленијума пре нове ере имамо упадљиве културне сличности паневропске и протоиндоевропске популације.

Предложена су три "таласа" продора курганске културе са сукцесивним ширењем:
- "Талас 1", који претходи култури "Курган I" одиграо се на подручју које се простире између река Волга и Дњепар и довео је до мешања "Курган I" културе са Цуцутени-Триполи културом. У овом периоду (4500—4000. п. н. е.) миграција се проширила и на подручје Балкана и у Подунавље дотичући народе винчанске и Ленђел културе у Мађарској.
- "Талас 2" средином IV. миленијума (4000—3500 г.) п. н. е. потекао је из Мајкоп културе и одредио напредак "курганизације" све до севера Европе, око 3000. године п. н. е. Талас је захватио следеће културе: Култура звонастих пехара, Баденска култура, Култура линеарне керамике. По мишљењу Гимбутас ово је био први упад индо-европљана у западну и северну Европу. Овај период (између 3500-3000 г.) одговара и ширењу обичаја подизања гробних хумки (кургана)[б] чији прототип настаје у степама северног Кавказа у Мајкоп култури, а свој врхунац достиже у периоду Јамне културе. Овај класични протоиндоевропски период карактерише прављење идола од камена (стела), настанак првих примитивних бојних кочија двоточкаша (двоколица) и практиковање претежно сточарства, пољопривреде и рибарства. Представници ове културе живе у сталним насељима заштићеним утврђењима (земљане утврде и палисади). Свуда дуж зоне контакта Јамне културе са европским културама неолита (на пример Баденска култура и култура округластих амфора) настаје "курганизована" хибридна култура. Мајкоп култура се најраније јавља на почетку бронзаног доба, са археолошким слојевима оружја и бронзаних предмета.
- "Талас 3", између 3000-2500. п. н. е. одговара времену проширења Јамна (енгл. Pit-Grave) културе даље од степа (са карактеристичним изгледом гробница, укопаних испод површине) на подручје културе линеарне керамике која се протезала од Рајне до Волге. Овај касно пре-Индоевропски период одговара задњој фази индо-европског културног уједињења. "Курганизација" је захватила велики простор под различитим језицима и културама и међусобни контакт између независних група омогућио је ширење технологија и развој језика. Раздвајање изоглоса је вероватно завршено, али фонетски трендови се и даље активно развијају. На подручју Румуније, Бугарске и источне Мађарске овај талас се поклапа са крајем Цуцутени-Триполи културе (око 2750 п. н. е) и довео је до настанка хибридних култура урођеничких са експанзивним номадским.

## Курганске културе
Културе које су учествовале у ширењу са истока:
- "Буг-Дњестар" (VII миленијум п. н. е)
- "Самара" (V миленијум п. н. е.)
- "Квалинск" (V миленијум п. н. е.)
- Средњи Стог (средина V миленијума до средине IV миленијума п. н. е.)
- "Дњепр-Донец" култура (V-III миленијум п. н. е.)
- Усатово (крај III миленијума п. н. е.)
- "Мајкоп-Дереивка" култура (средина IV миленијума до средине III миленијума п. н. е.)
- Јамна култура